# جيراردو تاراسينا
جيراردو تاراسينا (بالإسبانية: Gerardo Taracena)‏ هو ممثل مكسيكي، ولد في 1970 بمدينة مكسيكو في المكسيك.

## أعمال

### أفلام
- (2001) المكسيكي[2]
- (2006) أبوكاليبتو[3]
- (2011) إنقاذ الجندي بيريز
- (2012) قتل غرينغو[4]

## وصلات خارجية
- جيراردو تاراسينا على موقع IMDb (الإنجليزية)
- جيراردو تاراسينا على موقع قاعدة بيانات الأفلام العربية
- جيراردو تاراسينا على موقع ألو سيني (الفرنسية)
- جيراردو تاراسينا على موقع أول موفي (الإنجليزية)
- جيراردو تاراسينا على موقع قاعدة بيانات الأفلام السويدية (السويدية)
- جيراردو تاراسينا على موقع قاعدة بيانات الفيلم (الإنجليزية)
- جيراردو تاراسينا على موقع كينوبويسك (الروسية)